# Bonac-Irazein
Bonac-Irazein is een gemeente in het Franse departement Ariège (regio Occitanie) en telt 137 inwoners (2005). De plaats maakt deel uit van het arrondissement Saint-Girons.

## Geschiedenis
Bonac-Irazein was onderdeel van het kanton Castillon-en-Couserans tot dit op 22 maart 2015 werd opgeheven en de gemeente werd opgenomen in het op diezelfde dag gevormde kanton Couserans Ouest.

## Geografie
De oppervlakte van Bonac-Irazein bedraagt 30,5 km², de bevolkingsdichtheid is 4,5 inwoners per km².
De onderstaande kaart toont de ligging van Bonac-Irazein met de belangrijkste infrastructuur en aangrenzende gemeenten.

## Demografie
Onderstaande figuur toont het verloop van het inwonertal (bron: INSEE-tellingen).

Vanwege een beveiligingsprobleem met de MediaWiki Graph-software is het momenteel niet mogelijk deze grafiek weer te geven. Zodra de software is bijgewerkt zal de grafiek vanzelf weer zichtbaar worden.